# Ronde van Lombardije 1941
De Ronde van Lombardije 1941 was de 37e editie van deze eendaagse Italiaanse wielerwedstrijd, en werd verreden op zondag 19 oktober 1941. Het parcours leidde van Milaan naar Milaan en ging over een afstand van 184 kilometer. De wedstrijd werd gewonnen door de Italiaan Mario Ricci in een sprint. 

## Uitslag
| Ronde van Lombardije 1941 |                    |         |          |
| Plaats                    | Naam               | Ploeg   | Tijd     |
| Winnaar                   | Mario Ricci        | Legnano | 6u26'41" |
| 2                         | Cino Cinelli       | Bianchi | z.t.     |
| 3                         | Severino Canavesi  | Gloria  | z.t.     |
| 4                         | Domenico Pedevilla | Olmo    | z.t.     |
| 5                         | Fausto Coppi       | Bianchi | z.t.     |
| 6                         | Pietro Chiappini   | Olympia | z.t.     |
| 7                         | Guerrino Tomasoni  | Frejus  | z.t.     |
| 8                         | Olimpio Bizzi      | Bianchi | z.t.     |
| 9                         | Gino Bartali       | Legnano | z.t.     |
| 10                        | Vasco Bergamaschi  | Bianchi | z.t.     |

1905 · 1906 · 1907 · 1908 · 1909 · 1910 · 1911 · 1912 · 1913 · 1914 · 1915 · 1916 · 1917 · 1918 · 1919 · 1920 · 1921 · 1922 · 1923 · 1924 · 1925 · 1926 · 1927 · 1928 · 1929 · 1930 · 1931 · 1932 · 1933 · 1934 · 1935 · 1936 · 1937 · 1938 · 1939 · 1940 · 1941 · 1942 · 1943 · 1944 · 1945 · 1946 · 1947 · 1948 · 1949 · 1950 · 1951 · 1952 · 1953 · 1954 · 1955 · 1956 · 1957 · 1958 · 1959 · 1960 · 1961 · 1962 · 1963 · 1964 · 1965 · 1966 · 1967 · 1968 · 1969 · 1970 · 1971 · 1972 · 1973 · 1974 · 1975 · 1976 · 1977 · 1978 · 1979 · 1980 · 1981 · 1982 · 1983 · 1984 · 1985 · 1986 · 1987 · 1988 · 1989 · 1990 · 1991 · 1992 · 1993 · 1994 · 1995 · 1996 · 1997 · 1998 · 1999 · 2000 · 2001 · 2002 · 2003 · 2004 · 2005 · 2006 · 2007 · 2008 · 2009 · 2010 · 2011 · 2012 · 2013 · 2014 · 2015 · 2016 · 2017 · 2018 · 2019 · 2020 · 2021 · 2022 · 2023 · 2024 · 2025